# 菊岡久利
菊岡 久利（きくおか くり、1909年3月8日 - 1970年4月22日）は、日本の作家、詩人。本名、高木 陸奥男（たかぎ みちのくお）。別号は鷹樹 寿之介。筆名は、横光利一の命名とされる。

## 来歴
青森県弘前市生まれ。旧制海城中学校中退。1925年、秋田に戻り、『秋田魁新聞』などに詩を発表する。1935年、『詩行動』で詩作を再開、岡本潤と詩誌『反対』を主宰する。1936年、日本無政府共産党事件の被疑者として留置中、詩集『貧時交』を刊行。戦時中にアナーキズムから民族主義に転向し、頭山秀三に師事する。1947年、高見順や池田克巳と『日本未来派』を創刊。小説『怖るべき子供たち』で直木賞候補となる。1970年死去。葬儀委員長は親交のあった川端康成が務めた。

## 作品
- 詩集『貧時交』
- 詩集『時の玩具』日本文学社、1938
- 詩集『見える天使』
- 戯曲集『野鴨は野鴨』三笠書房、1940
- 貧時交・時の玩具・以後見える天使 大観堂、1940
- 小説集『怖るべき子供たち』日比谷出版社、1949
- モダンダンス台本『プロメテの火』、1950
- 小説集『銀座八丁』小説朝日社、1952
- 都会の野鴨 七星閣 1952
- 小説集『ノンコのころ』淡交社、1956
- 日本未来派 第4詩集 カルチャー出版社 1976
- 東京都市大学付属中学高等学校　校歌